# Bratkowice (Ukraina)
Bratkowice (ukr. Братковичі) – wieś na Ukrainie w rejonie lwowskim (wcześniej w rejonie gródeckim) obwodu lwowskiego. Wieś liczy 1320 mieszkańców.
W II Rzeczypospolitej do 1934 samodzielna gmina jednostkowa. Następnie należała do zbiorowej wiejskiej gminy Rodatycze w powiecie gródeckim w woj. lwowskim. Pod okupacją niemiecką w Polsce siedziba wiejskiej gminy Bratkowice. Po wojnie wieś weszła w struktury administracyjne Związku Radzieckiego.